# Audi TTS
De Audi TTS is een sportieve variant van de Audi TT van de Duitse autofabrikant Audi. De TTS is boven de TT gepositioneerd, maar nog onder de TT RS.

## Eerste generatie (2008-2014)
De eerste generatie TTS werd in januari 2008 op de North American International Auto Show gepresenteerd en kwam in juni 2008 op de markt. Hij is leverbaar als Coupé en als Roadster.

### Aandrijflijn
De TTS is voorzien van een 2,0-liter viercilinder turbomotor met directe benzine-inspuiting. Deze motor wordt ook gebruikt in de Audi S3 waar hij 265 pk levert. De TTS heeft een iets sterkere variant van deze motor, met een vermogen van 272 pk bij 6.000 tpm en een maximaal koppel van 350 Nm tussen 2.500 en 5.000 tpm. Er is gekozen voor een lichte viercilinder turbomotor, omdat een mogelijke VR6-motor te zwaar zou zijn en de dynamiek te veel negatief zou beïnvloeden.
De motor wordt standaard gekoppeld aan een zesversnellingsbak; optioneel is er een 6-traps S tronic automatische versnellingsbak met dubbele koppeling leverbaar. Standaard heeft de TTS quattro vierwielaandrijving. De Haldex-koppeling verdeelt de kracht gelijkmatig over de vier wielen, maar kan extra vermogen naar de voor- of achteras sturen als de wielen tractie verliezen.

### Uiterlijk
De TTS is net als de andere S-modellen van Audi te herkennen aan zijn nieuwe voorbumper met grotere koelsleuven, en nieuwe achterbumper met diffusor, waarin twee dubbele uitlaten zijn verwerkt. Verder heeft hij verchroomde spijlen in de grille, aluminium spiegels en een rijtje leds onderaan de koplampen. Ook zijn er diverse TTS-logo's op en in de auto te vinden, zoals in de grille, op de kofferklep en op het stuur. Verder heeft de TTS nog 18 inch lichtmetalen velgen en sportstoelen.

### Prestaties
De TTS Coupé met handgeschakelde versnellingsbak trekt in 5,2 seconden op naar 100 km/u; met de S tronic haalt hij hier nog eens 0,2 seconden af, waardoor de acceleratie van 0–100 km/u nog maar 5,0 duurt. De TTS Roadster doet met handbak over een standaardsprint 5,6 seconden en met S tronic 5,4 seconden. De topsnelheid is, zoals in veel Duitse auto's, begrensd op 250 km/u.

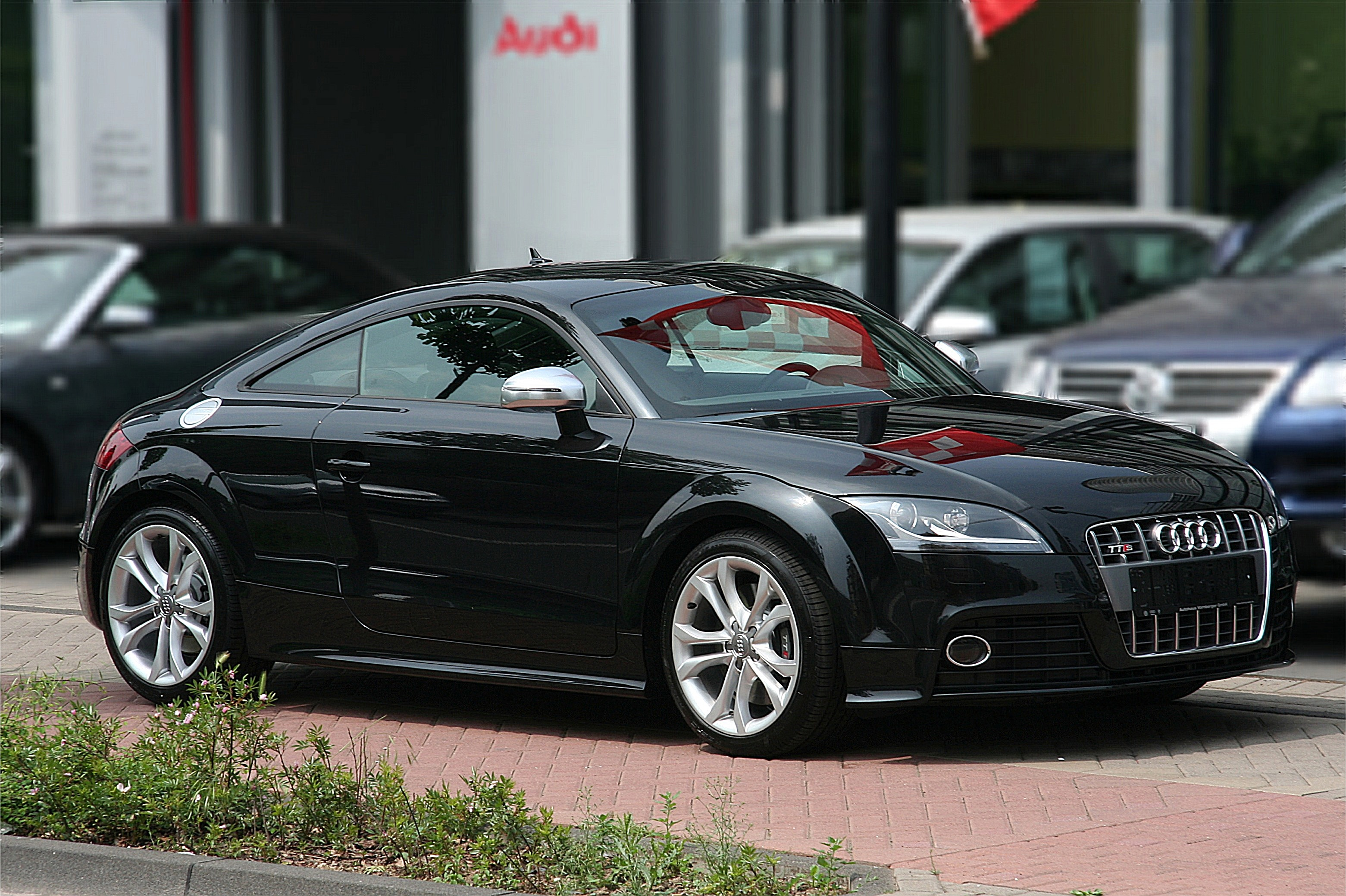
TTS Coupé, zijaanzicht
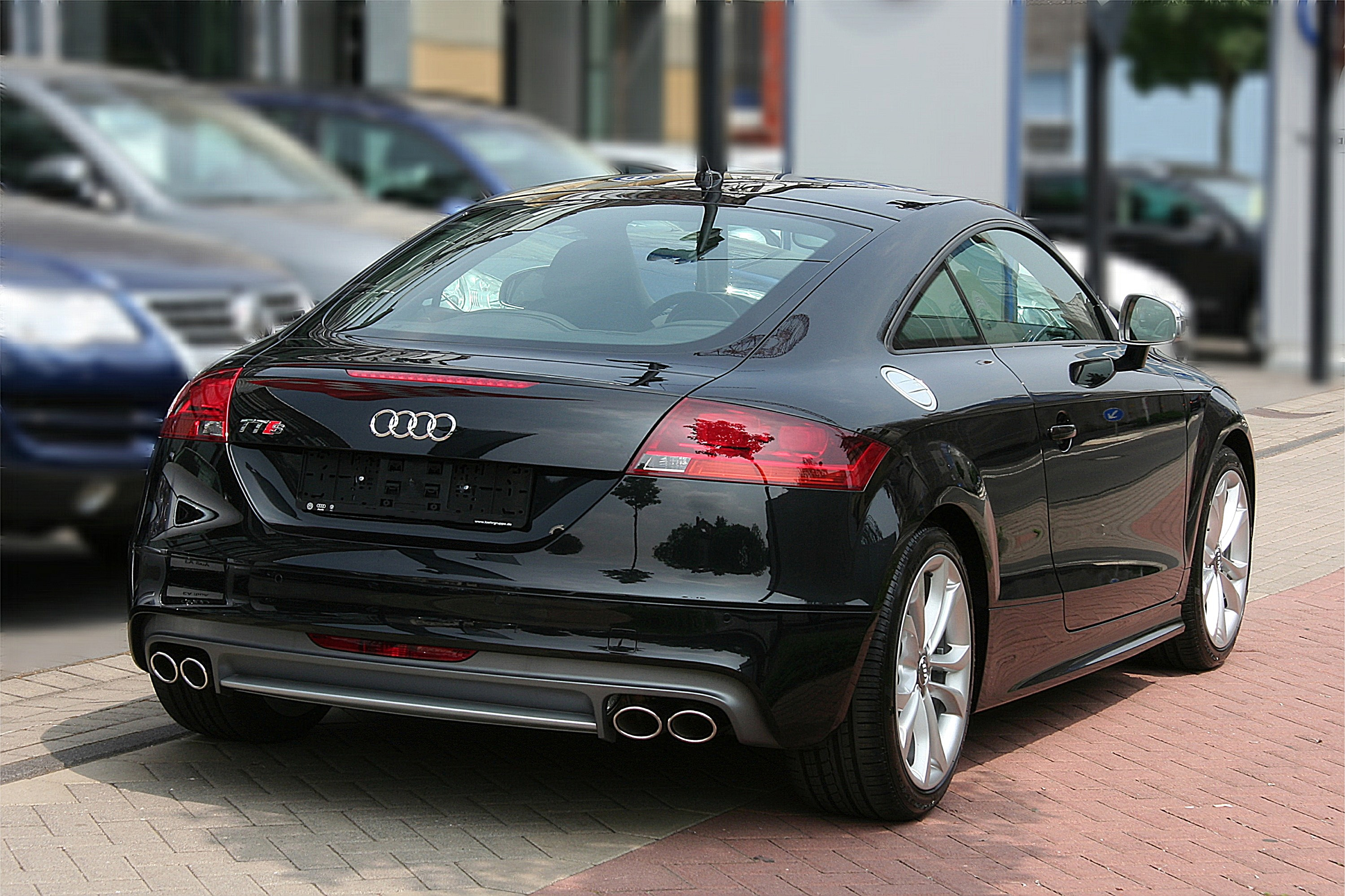
TTS Coupé, achteraanzicht
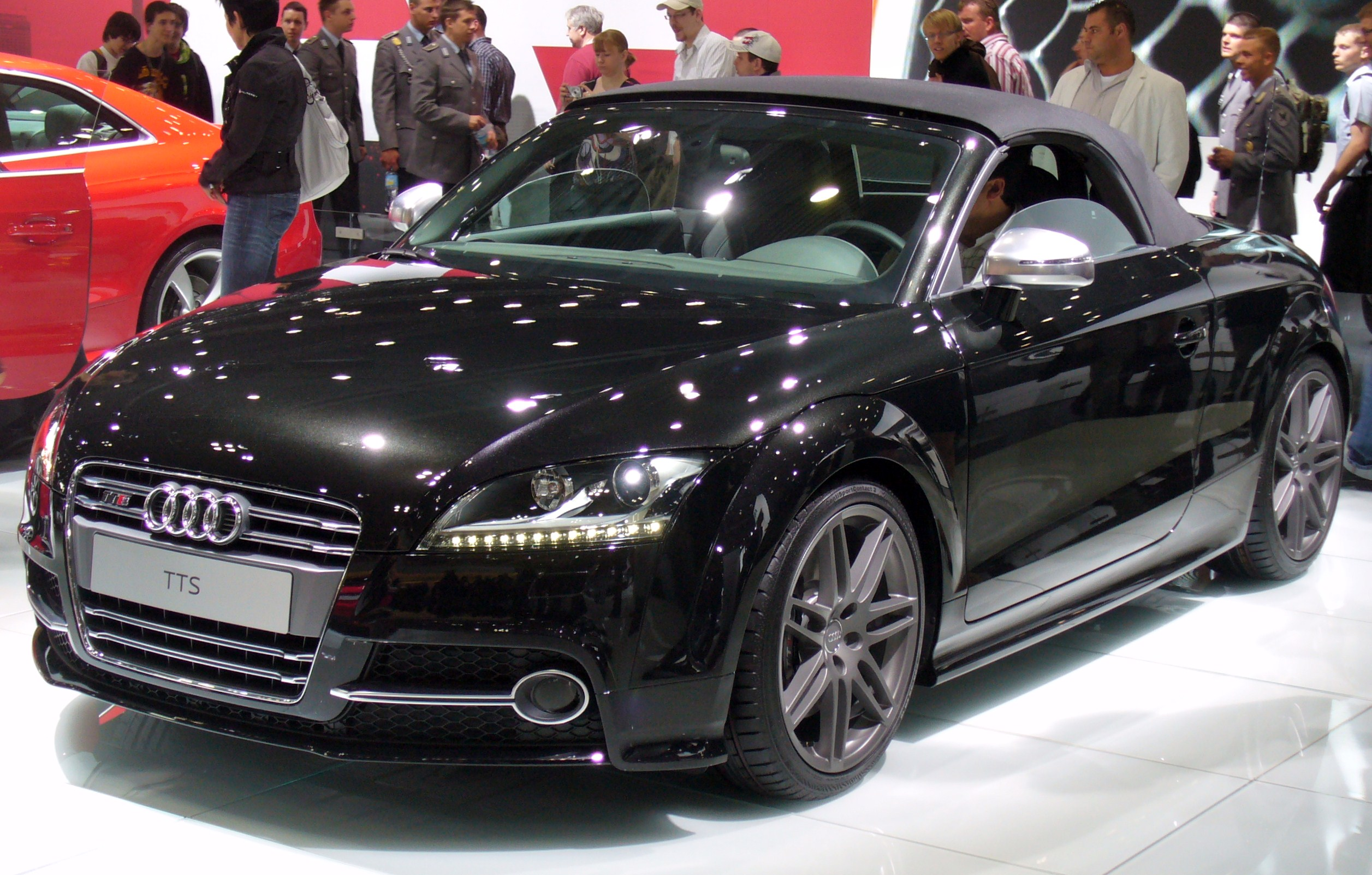
TTS Roadster, facelift

## Tweede generatie (2014+)
Tegelijk met de derde generatie TT werd de tweede generatie TTS gepresenteerd. Opnieuw is de TTS leverbaar als Coupé en Roadster.

### Aandrijflijn
De TTS is voorzien van een verder opgevoerde variant van de 2.0 TFSI viercilinder. Het blok levert nu 310 pk en 380 Nm. Weer is er de keus tussen een handgeschakelde transmissie of automatische bak met dubbele koppeling. Het quattro systeem zendt meer kracht uit naar de achterwielen dan voorheen, wat voor een sportiever karakter zorgt. Het nieuwe onderstel zorgt voor een lager gewicht, wat nu ruim 50 kg lager ligt.

### Uiterlijk
De TTS is subtiel aangepast ten opzichte van de TT. De grille heeft verchroomde spijlen en een S logo erin. Aan de achterkant is een specifieke diffuser te zien met twee dubbele uitlaten en de spiegelkappen zijn in aluminiumoptiek, zoals in alle Audi S-modellen. Standaard staat de TTS op 18-inch lichtmetaal, wat te vergroten is naar 20 inch. In het interieur zijn er S-sportstoelen, een sportstuurwiel en net als in de TT de Audi Virtual Cockpit.

### Prestaties
De TTS Coupé sprint in 4,9 seconden naar de 100 km/u met handbak, met de S tronic duurt dezelfde sprint 4,6 seconden. De zwaardere Roadster doet er langer over, 5,2 met handbak en 4,9 met automaat. De topsnelheid is begrensd op 250 km/u, zoals de meeste Audi's.